# Weiden-Milchling
Der Weiden- oder Krautweiden-Milchling (Lactarius salicis-herbaceae) ist eine Pilzart aus der Familie der Täublingsverwandten (Russulaceae). Es ist ein kleiner Milchling mit einem schmierigen, gelblichen Hut, dessen Fleisch sich im Anschnitt langsam lila verfärbt. Der Milchling wächst an arktischen und alpinen Standorten bei Zwergweiden. Obwohl er nahezu mild schmeckt, gilt er als ungenießbar.

## Merkmale

### Makroskopische Merkmale
Der dünnfleischige Hut ist 0,8–3 cm breit, jung gewölbt, bald abgeflacht und in der Mitte niedergedrückt. Bisweilen trägt die Hutmitte einen kleinen Buckel oder eine Papille. Die glatte Oberfläche ist im trockenen Zustande matt und bei Feuchtigkeit glänzend und schmierig. Der Hut ist gelb bis ockergelb gefärbt, im Zentrum etwas dunkler, die Randzone ist meist blasser bis cremefarben. Bei jungen Exemplaren ist der Rand eingebogen, glatt und leicht zottig behaart. Manchmal ist der Hut undeutlich gezont.
Die mittelbreiten, ziemlich eng stehenden Lamellen sind jung weißlich und später cremefarben. Sie sind breit am Stiel angewachsen oder laufen etwas daran herab. Auf Druck hin verfärben sie sich blass lila. Bisweilen sind einige Lamellen gegabelt, das Sporenpulver ist cremefarben.
Der mehr oder weniger zylindrische und nur an der Basis bisweilen verdickte Stiel ist 0,6–2,5 cm lang und 0,4–0,8 cm breit. Die Oberfläche ist glatt, trocken und in der Jugend fein bereift, doch verkahlt sie später. Der anfangs weißlich bis blass cremefarbene Stiel verfärbt sich von der Basis her gelblich bis ockerlich. Er ist anfangs innen voll, doch wird er schon bald hohl.
Das weißliche, brüchige Fleisch verfärbt sich im Schnitt nach einigen Minuten hell lilafarben. Es riecht nur schwach und uncharakteristisch und schmeckt mild oder etwas adstringierend. Auch die weiße Milch schmeckt mehr oder weniger mild und bleibt ohne Kontakt zum Fleisch unverändert weiß.

### Mikroskopische Merkmale
Die rundlichen bis elliptischen Sporen sind durchschnittlich 9,2–10,3 µm lang und 7,5–7,6 µm breit. Der Q-Wert (Quotient aus Sporenlänge und -breite) ist durchschnittlich 1,2–1,4. Das Sporenornament wird bis 0,4 µm hoch und besteht aus wenigen, unregelmäßigen Warzen sowie Rippen, die mehrheitlich zu einem fast vollständigen Netz verbunden sind. Der Hilarfleck ist größtenteils inamyloid, selten kann er im äußeren Bereich etwas amyloid sein.
Die ziemlich keuligen, 4-sporigen Basidien sind 40–55 µm lang und 8–12 µm breit. Die ziemlich zahlreich vorkommenden Pleuromakrozystiden sind 55–80 µm lang und 8–11 µm breit. Sie sind fast zylindrisch bis leicht spindelig, haben am oberen Ende ein kleines aufgesetztes Spitzchen (mucronat) oder sind perlschnurartig eingeschnürt (moniliform). Die Lamellenschneiden sind fertil. Zwischen den Basidien findet man einige, spindelförmige Cheilomakrozystiden, die 30–50 µm lang und 8–10 µm breit sind.
Die Huthaut (Pileipellis) ist eine 60–100 µm dicke Ixocutis oder ein Ixotrichoderm, das aus unregelmäßig verflochtenen, stellenweise jedoch auch parallel liegenden, 2–3 (5) µm breiten, dünnwandigen und durchscheinenden Hyphen besteht. Dazwischen liegen ziemlich zahlreiche Lactiferen.

## Artabgrenzung
Der Orange Gebirgs-Milchling (Lactarius alpinus) sieht dem Weiden-Milchling makroskopisch recht ähnlich und wächst ebenfalls an alpinen Standorten. Er ist aber mit Grünerlen vergesellschaftet und hat einen trockenen und auch im feuchten Zustand nicht schmierigen Hut. Außerdem unterscheidet er sich durch seine Huthautanatomie und seine weiße, völlig unveränderliche Milch. Noch ähnlicher ist der ebenfalls auf alpinen Zwergstrauchheiden wachsende Netzweiden-Milchling (Lactarius salicis-retculatae). Sein Fleisch und seine Lamellen werden auf Druck gleichfalls lila-fleckig, er hat aber dunklere, mehr oder weniger cremefarbene Fruchtkörper, ein kaum netzig verbundenes Sporenornament, größere Basidien und zieht kalkhaltige Böden vor.

## Ökologie und Verbreitung

Verbreitung des Weiden-Milchling in Europa.
Legende:
grün = Länder mit Fundmeldungen
weiß = Länder ohne Nachweise
hellgrau = keine Daten
dunkelgrau = außereuropäische Länder

Der Milchling ist in Fennoskandinavien, den Alpen, den spanischen Pyrenäen und auf Grönland verbreitet. In Deutschland wurde der Milchling nur in den bayrischen Alpen nachgewiesen und auch in der Schweiz ist der Milchling selten.
Der Milchling ist ein Mykorrhizapilz der mit Kraut-Weiden (Salix herbacea) und anderen Zwergweiden vergesellschaftet ist. Man findet ihn häufig, in Zwergstrauchheiden auf feuchten und sauren Silikatböden. Die Fruchtkörper erscheinen einzeln oder gesellig zwischen August und September.

## Systematik
Der französische Mykologe R. Kühner hat die Pilzwelt der französischen Alpen ausgiebig studiert und beschrieb den Milchling in seinem Werk "Agaricales de la zone alpine" (1975) als Lactarius salis-herbaceae. Heute benutzt man allerdings die korrekte orthografische Schreibweise "salicis-herbaceae". Kühners ausführliche Darstellung lassen keine Zweifel bei der Auslegung der Art aufkommen. Allerdings hat der norwegische Botaniker A. Blytt 1904 mit L. luteus ein sehr ähnliches und möglicherweise synonymes Taxon beschrieben. Der norwegische Mykologe L. Ryvarden, der die in dänischer Sprache verfasste Artbeschreibung ins Englische übersetzte, gibt an, das er am norwegischen Originalfundort (bei Dovre) den Weiden-Milchling regelmäßig findet. Auch wenn eine lateinische Artdiagnose fehlt und bei der Beschreibung kein Typus-Exemplar angegeben wurde, hat Blytt seine Art gültig beschrieben, da die Regeln des Internationalen Codes der Nomenklatur dies erst seit 1935, beziehungsweise seit 1958 zwingend vorschreiben. Wären die beiden Arten wirklich artgleich, hätte der Name luteus daher Vorrang. Leider hat Blytt keinen Typus angegeben und es konnte auch kein Herbarbeleg gefunden werden, sodass eine molekularbiologische, oder mikroskopische Bestätigung bisher nicht möglich war.
Neben der Typus-Varietät salicis-herbaceae hat Kühner gleichzeitig noch eine Varietät immutabilis beschrieben, die sich von Typus durch ihre spärliche Milch und die Eigenschaft unterscheidet, dass sich das Fleisch nicht lila oder blass violett verfärbt. Der taxonomische Wert der Varietät wird von den heutigen Mykologen allerdings stark angezweifelt.

### Infragenerische Systematik
Der Milchling wird von M. Basso und Heilmann-Clausen in die Untersektion Aspideini gestellt, die ihrerseits der Sektion Uvidi zugeordnet wird. Die Vertreter der Untersektion haben mehr oder weniger schmierige, klebrige oder schleimige Hüte, die cremefarben bis gelblich gefärbt sind. Die weißliche Milch verfärbt das Fleisch lila oder violett.

## Bedeutung
Der Weiden-Milchling ist kein Speisepilz.